# کوه گری
کوه گری، روستایی از توابع بخش مرکزی شهرستان خرامه در استان فارس ایران است.

## جمعیت
این روستا در دهستان خیرآباد قرار دارد و براساس سرشماری مرکز آمار ایران در سال ۱۳۸۵، جمعیت آن ۲۲۹ نفر (۶۰خانوار) بوده‌است.